# Aria (mansnamn)

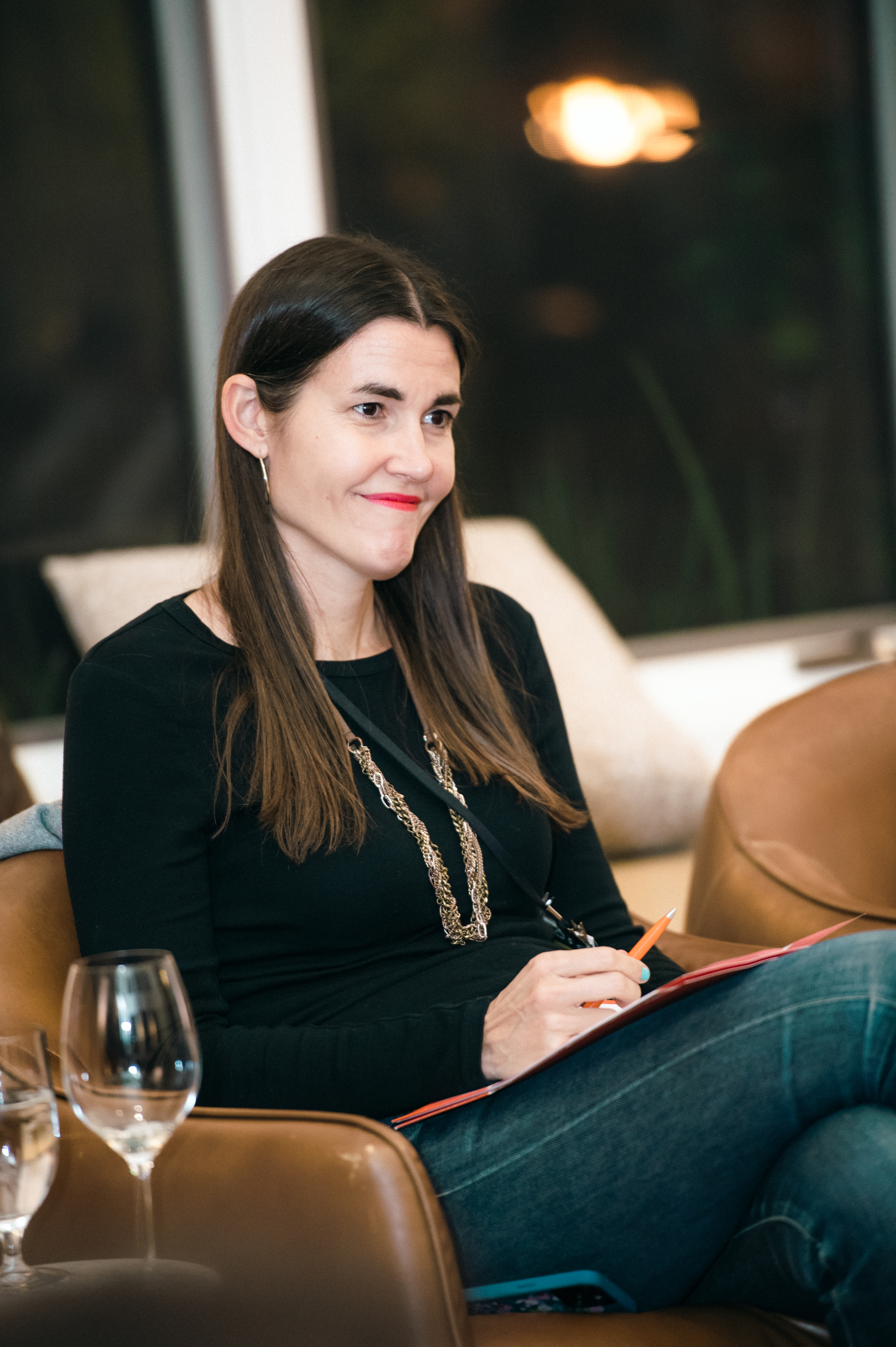
Aria Finger, 2022.

Aria (persiska: آریا) är ett persiskt man- och kvinnonamn som betyder "ädel", eller "nobel" Det förekommer även i formen "Ariya" eller Arian/Arien (ett ord som inlemmades i persiskan via franskans Aryen ("ädel").